# Elements
Elements fue una banda inglesa precursora o anterior al rock gótico. Se considera que es la formación anterior a lo que sería la banda Skeletal Family. Sus componentes eran Steven Stan Greenwood (guitarra); Ian Taylor (teclados y saxo); Rosmemary Robb (voz); Christina Willet (batería); Roger Nowell Trotwood (bajo). En 1981, la banda editó el largo Elementary. En 1982, con los dos nuevos miembros Anne-Marie Hurst (cantante) y Steve Crane (batería) formarían la banda de rock gótico Skeletal Family.

## Discografía
- 1981 - Elementary
- 2001 - Elementary  (reedición)
- 2006 - Beginnings 1980 - 1982

- Datos: Q5829158